# Вьязовец
Вьязовец (укр. В'язовець) (до 1937 — Ведерное) — село на Украине, основано в 1879 году, находится в Пулинском районе Житомирской области.
Население по переписи 2001 года составляет 267 человек. Почтовый индекс — 12000. Телефонный код — 4131.

## Адрес местного совета
12015, Житомирская область, Пулинский р-н, с. Кошелевка, ул. Ленина, 19